# دوبرکیتز
دوبرکیتز (Döberkitz) یک مکان در شرق منطقه زاکسن بواتزن است و از سال ۱۹۹۹ متعلق به شهر منطقه بواتزن بوده است.

## جغرافیا
این محل حدود شش کیلومتری غرب مرکز شهرستان بواتزن واقع شده است. منطقه پر از تپه است و برای کشاورزی استفاده می‌شود. Döberkitz در دره بروک کوچک، که جریان به آب به سمت غرب بلند واقع شده است.
دو قله نزدیک در هر دو طرف از دره واقع شده است. Hussitenberg با ۲۴۳ متر و شرق و Hennersberg با ۲۴۸ متر در جنوب شرقی روستا.

## تاریخ
در وهله اول در ۱۴۶۶ به عنوان Debreckwitz اشاره شده است.

## ادبیات
- Cornelius GurlittCornelius Gurlitt: Döberkitz. In:&nbsp;Beschreibende Darstellung der älteren Bau- und Kunstdenkmäler des Königreichs Sachsen, 31. Volume: Amtshauptmannschaft Bautzen (1st part). C. C. Meinhold, Dresden, 1908, p. 53.